# Gabrielle Renaudot Flammarion
Julia Gabrielle Renaudot Flammarion (* 31. Mai 1877 in Meudon, Frankreich; † 28. Oktober 1962 in Juvisy-sur-Orge, Frankreich) war eine französische Astronomin. Sie arbeitete am Observatorium in Juvisy-sur-Orge und war Generalsekretärin der Société astronomique de France.

## Leben und Werk

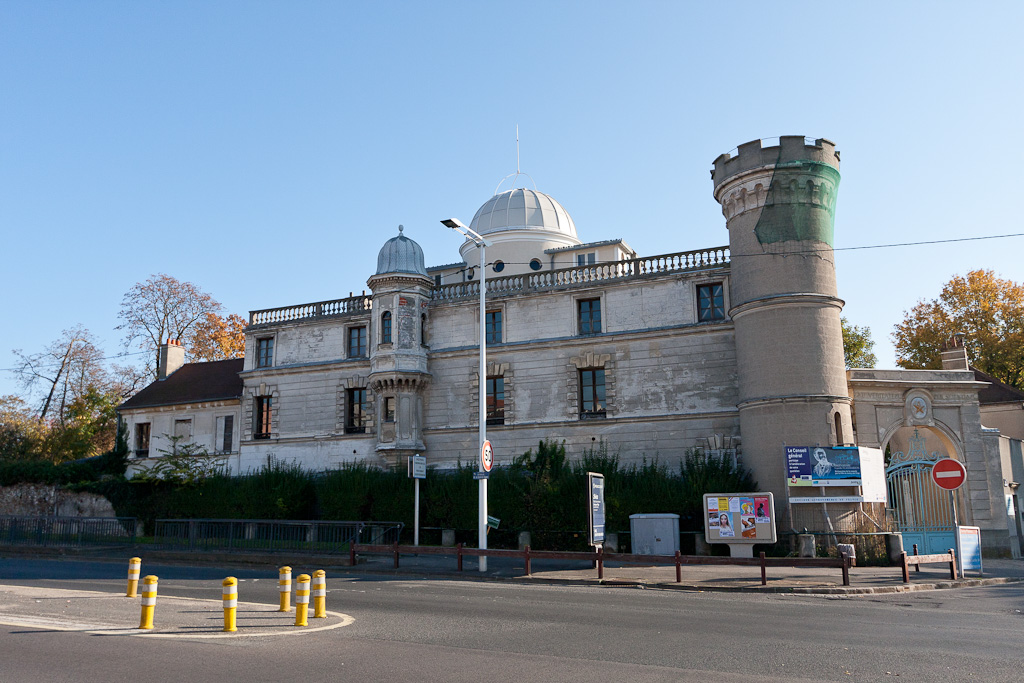
Observatoire Camille Flammarion in Juvisy-sur-Orge, 2011

Renaudot Flammarion war die Tochter des Bildhauers Jules Renaudot und der Malerin Maria Latini. Ihr älterer Bruder war der französische Maler Paul Renaudot und einer ihrer Vorfahren war der Arzt Théophraste Renaudot. Sie besuchte die Schule in dem Gebäude, in dem der Astronom Camille Flammarion wohnte, in der Nähe des Pariser Observatorium. 1902 wurde sie Mitglied der 1887 von Camille Flammarion gegründeten Société astronomique de France. 
Sie schieb ab 1910 Artikel für das Bulletin der Société Astronomique de France. Am Juvisy-Observatorium führte sie mit dem Astronomen Ferdinand J. Quénisset Beobachtungen durch. 1914 meldete sie sich freiwillig als Krankenschwester zum Militär und wurde später mit der Médaille d'honneur des épidémies ausgezeichnet. 
Im Jahr 1919 heiratete sie Flammarion, dessen Assistentin sie am Observatorium von Juvisy-sur-Orge war. Nach seinem Tod am 3. Juni 1925 wurde sie Generalsekretärin der Société astronomique de France und Chefredakteurin des Bulletin der Société Astronomique de France. Sie veröffentlichte ihre Forschungen über die Veränderungen auf der Marsoberfläche, über Jupiters Großen Roten Fleck und ihre Beobachtungen anderer Planeten, Kleinplaneten und veränderlicher Sterne und schrieb populärwissenschaftliche Artikel in  L'Illustration, La Nature, La Revue scientifique, La Revue générale des Sciences und Les Dernières Nouvelles de Strasbourg. 
Sie starb am 28. Oktober 1962 und wurde am 2. November im Park des Juvisy-Observatoriums zusammen mit Camille Flammarion und seiner ersten Frau  Sylvie Pétiaux, die 1919 starb, beigesetzt. 

## Ehrungen

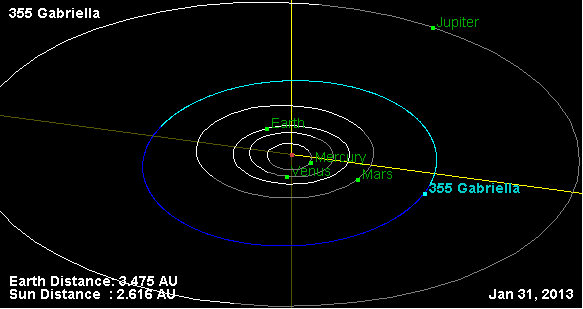
Asteroidenbahn 355

- 1948: Prix d'Aumale der Académie des sciences
- Médaille d'honneur des épidémies
- Die Internationale Astronomische Union benannte einen Einschlagskrater auf dem Mars nach ihr Renaudot.[2]
- Der Asteroid des Hauptgürtels, der am 20. Januar 1893 von Auguste Charlois in Nizza entdeckt wurde, ist nach ihrem Vornamen (355) Gabriella benannt.
- Die Allée Gabrielle Renaudot in der Nähe des Juvisy-Observatoriums wurde nach ihr benannt.

## Veröffentlichungen (Auswahl)
- L' "Oeil" de Mars. L'Astronomie. Vol. 41, 1927, S. 165–167.
- mit F. Quenisset:  La Planete Mars. L'Astronomie. 38, 1924, S. 417–424.
- mit G. Renaudot:  Meteorologie Martienne. L'Astronomie. 34, 1920, S. 377–379.